# جون سو جی
جون سو جی (کره‌ای: 전수지؛ زادهٔ ۱۸ نوامبر ۱۹۸۳) بازیگر اهل کره جنوبی است. او به خاطر ایفای نقش در بازمانده برگزیده: ۶۰ روز، سیگنال و باشگاه مادران سبز شناخته می‌شود. او در فیلم‌های ماراتون، نزدیکتر به بهشت و رادیو دیز نیز حضور پیدا کرده‌است.

## فیلم‌شناسی

### فیلم
| سال  | عنوان               | عنوان                        | نقش              |
| سال  | فارسی               | کره‌ای                        | نقش              |
| ---- | ------------------- | ---------------------------- | ---------------- |
| ۲۰۰۵ | ماراتون             | 말아톤                       | سه یون           |
| ۲۰۰۵ | براوو عشقم          | 사랑해, 말순씨               | کارمند بانک      |
| ۲۰۰۵ | رادیو دیز           | 라듸오 데이즈                | خانم کاکادو      |
| ۲۰۰۵ | مردی که سوپرمن بود  | 슈퍼맨이었던 사나이          | زن پارکینگ       |
| ۲۰۰۹ | نزدیکتر به بهشت     | 내 사랑 내 곁에              | همسر کیم جونگ دو |
| ۲۰۱۰ | هارمونی             | 하모니                       | دستیار کانگ      |
| ۲۰۱۰ | سئول                | 서울                         | نویسنده          |
| ۲۰۱۱ | متاسفم متشکرم       | 미안해, 고마워               | مادر             |
| ۲۰۱۱ | زوج‌ها               | 커플즈                       | عروس آینده       |
| ۲۰۱۲ | لاو فیکشن           | 러브 픽션                    | معلم هنر         |
| ۲۰۱۲ | هاکوجی نو هیتو      | 백자의 사람 조선의 흙이 되다 | جی وون           |
| ۲۰۱۳ | مرز جنوب            | 남쪽으로 튀어                | معلم اوه         |
| ۲۰۱۳ | ترور زنده           | 더 테러 라이브               | پلیس زن          |
| ۲۰۱۴ | افشاگر              | 제보자                       | محقق             |
| ۲۰۱۵ | برگزیده: غار ممنوعه | 퇴마: 무녀굴                 | لی یونگ ره       |
| ۲۰۱۶ | مرد صادق            | 일어서는 인간                | سو را            |
| ۲۰۱۸ | هرگز عجله نکن       | 너는 결코 서둘지 말라        | یه جی            |
| ۲۰۲۰ | هتل لیک             | 호텔 레이크                  | چوی یون هی       |
| ۲۰۲۲ | اعلام وضعیت اضطراری | 비상선언                     | دستیار اوه       |
| ۲۰۲۴ | سرزمین عجایب        | 원더랜드                     | ارشد جونگ این    |

### مجموعه تلویزیونی
| سال  | عنوان                      | نقش           | منابع         |
| ---- | -------------------------- | ------------- | ------------- |
| ۲۰۰۳ | چرخ و فلک                  | هان جون       | [ ۱ ]         |
| ۲۰۰۳ | یک قدیس و یک جادوگر        | خانم پارک     | [ ۱ ]         |
| ۲۰۰۴ | ققنوس                      | جون آه        | [ ۱ ]         |
| ۲۰۰۵ | جمهوری پنجم                | پارک گون یونگ | [ ۱ ]         |
| ۲۰۰۵ | شین دون                    | مادر بانیا    | [ ۱ ]         |
| ۲۰۰۸ | سئول شیرین من              | سون یونگ      | [ ۱ ]         |
| ۲۰۱۶ | درام ویژه فصل ۷: معلم قرمز | خانم چه       | [ ۱ ]         |
| ۲۰۱۶ | سیگنال                     | کانگ هه سونگ  | [ ۱۰ ] [ ۱۱ ] |
| ۲۰۱۸ | زندگی کن                   | مادر بچه      | [ ۱ ]         |
| ۲۰۱۹ | دراما فستا: لواک هیومن     | چوی می جی     | [ ۱ ]         |
| ۲۰۱۹ | بازمانده برگزیده: ۶۰ روز   | هو جین جو     | [ ۱ ]         |
| ۲۰۲۱ | پادشاهی                    | مادر آشین     | [ ۱ ]         |
| ۲۰۲۲ | کلوپ مادران سبز            | مادر مین جی   | [ ۱۲ ]        |

## جوایز و نامزدی‌ها
| مراسم جوایز                                 | سال  | دسته                     | نامزد / اثر | نتیجه | منابع  |
| ------------------------------------------- | ---- | ------------------------ | ----------- | ----- | ------ |
| چهارمین فستیوال بین‌المللی فیلم کوتاه آسیانا | ۲۰۰۶ | بهترین بازیگر تازه‌کار زن | جون سو جین  | برنده | [ ۱۳ ] |